# Pseudohyboella
Pseudohyboella is een geslacht van rechtvleugeligen uit de familie doornsprinkhanen (Tetrigidae). De wetenschappelijke naam van dit geslacht is voor het eerst geldig gepubliceerd in 1938 door Günther.

## Soorten
Het geslacht Pseudohyboella  is monotypisch en omvat slechts de volgende soort:
- Pseudohyboella weylandiana (Günther, 1938)